# InoSMI
inoSMI è un sito web di giornalismo partecipativo in lingua russa, affiliato all'agenzia di stampa RIA Novosti e patrocinato dall'Agenzia federale russa per la stampa e le comunicazioni di massa (FAPMC), che nel 2007 gli ha conferito il Premio Runet nella categoria dei mass media.

## Storia
Sebbene RIA Novosti affermi che il sito sia stato lanciato online nel febbraio 2004, il relativo dominio risultava registrato in Russia dal 2001.
Il progetto fu ideato da Yaroslav Ognev, che fu il suo capo redattore dalla fondazione fino alla nomina di Marina Pustilnik nel marzo del 2009.
La maggior parte dei suoi contenuti era realizzata da un gruppo di volontari che si occupavano di selezionare e tradurre nella lingua nazionale i saggi sulla Russia e sull'ex Unione Sovietica pubblicati da giornalisti occidentali, aggiungendo sporadicamente alcune notizie di attualità dei media europei e statunitensi.
Un forum di discussione permette di proporre la creazione di nuove voci. La moderazione del forum permette di esprimere una varietà di punti di vista, sebbene siano scartati a priori i contenuti ritenuti potenzialmente concorrenti di altri progetti.
Nei primi anni Duemila, i volontari del sito iniziarono a tradurre in russo interi forum dei lettori di alcuni periodici occidentali. 
Lo stesso sito incoraggiava redattori e editori stranieri a prendere parte alle discussioni con i lettori e traduttori russi. Il 17 gennaio 2006, InoSMI ha ospitato l'ultima conferenza stampa di Stanisław Lem, prima della morte dello scrittore polacco.
L'11 marzo 2009, l'agenzia RIA Novosti annunciò la nomina di Marina Pustilnik a caporedattore. La direzione decise la chiusura del forum e impose una premoderazione dei contenuti che si potevano pubblicare. In pochi giorni, i numeri del sito crollarono di 1.5 volte rispetto ai 70.000 visitatori e ai 150.000 accessi registrati in media nei mesi precedenti.
Ciononostante, la linea editoriale rimase invariata e la comunità decise di seguire le orme di Ognev, riorganizzandosi attorno al nuovo sito InoForum.

Negli anni successivi, inoSMI ha iniziato ad avvalersi prevantemente di una rete di traduttori professionisti retribuiti.